# 群馬県道323号鳥山竜舞線

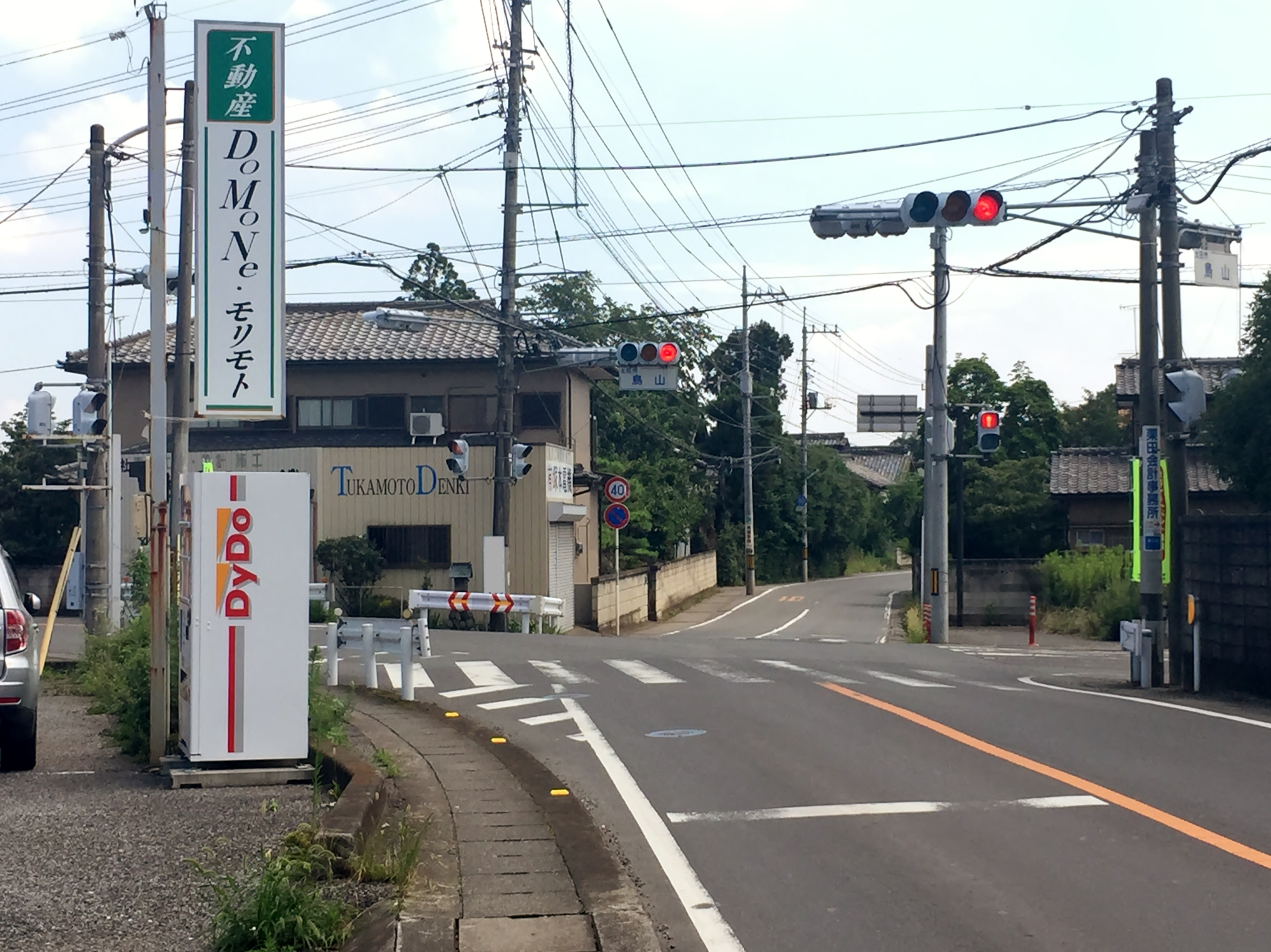
鳥山交差点（起点、2015年7月）
↑方向が県道323号・78号、→が市道、↓が78号、←が市道（78号旧道）である。

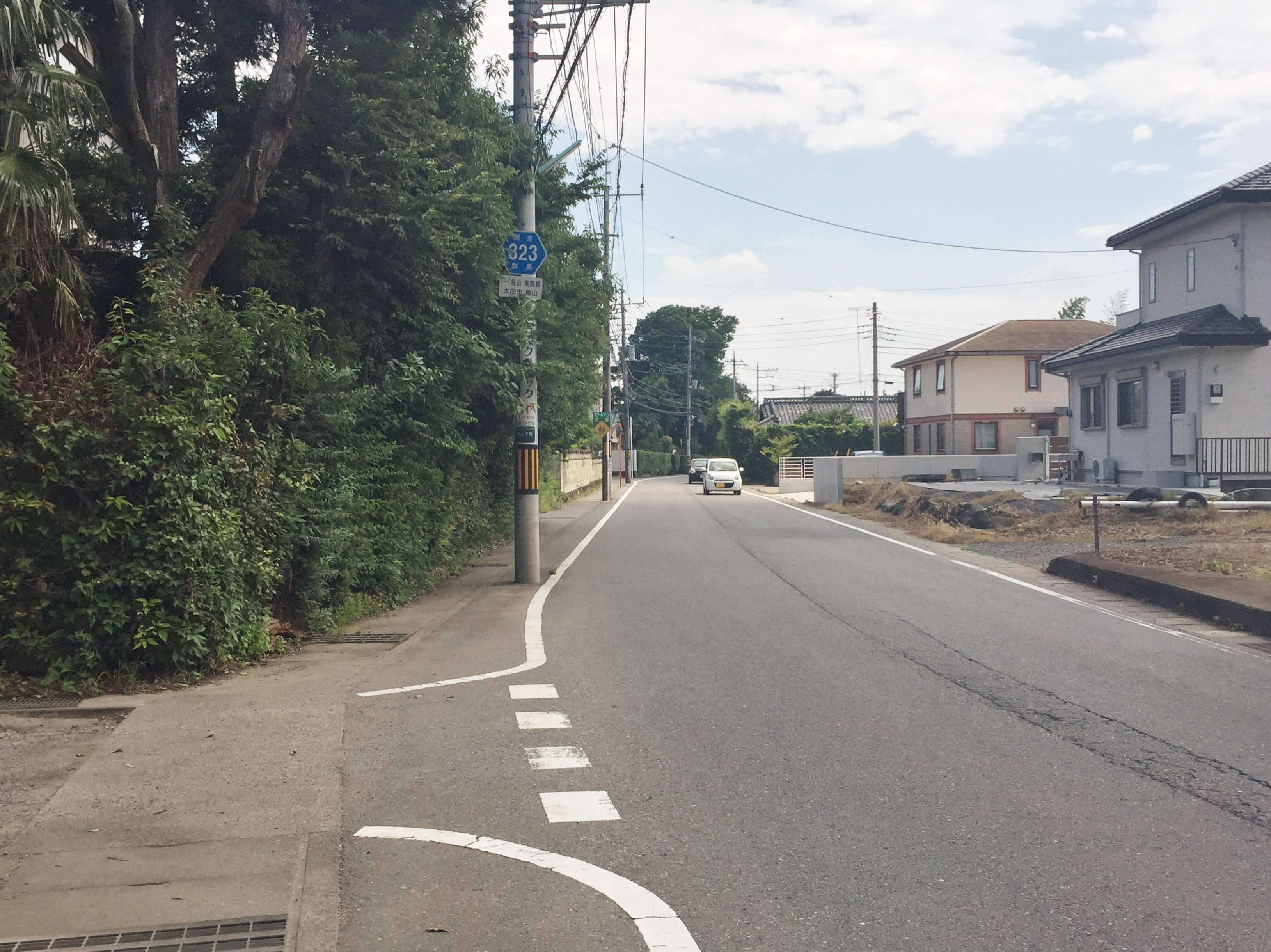
鳥山下町（2015年7月）
竜舞方面を望む。県道78号と重複している。

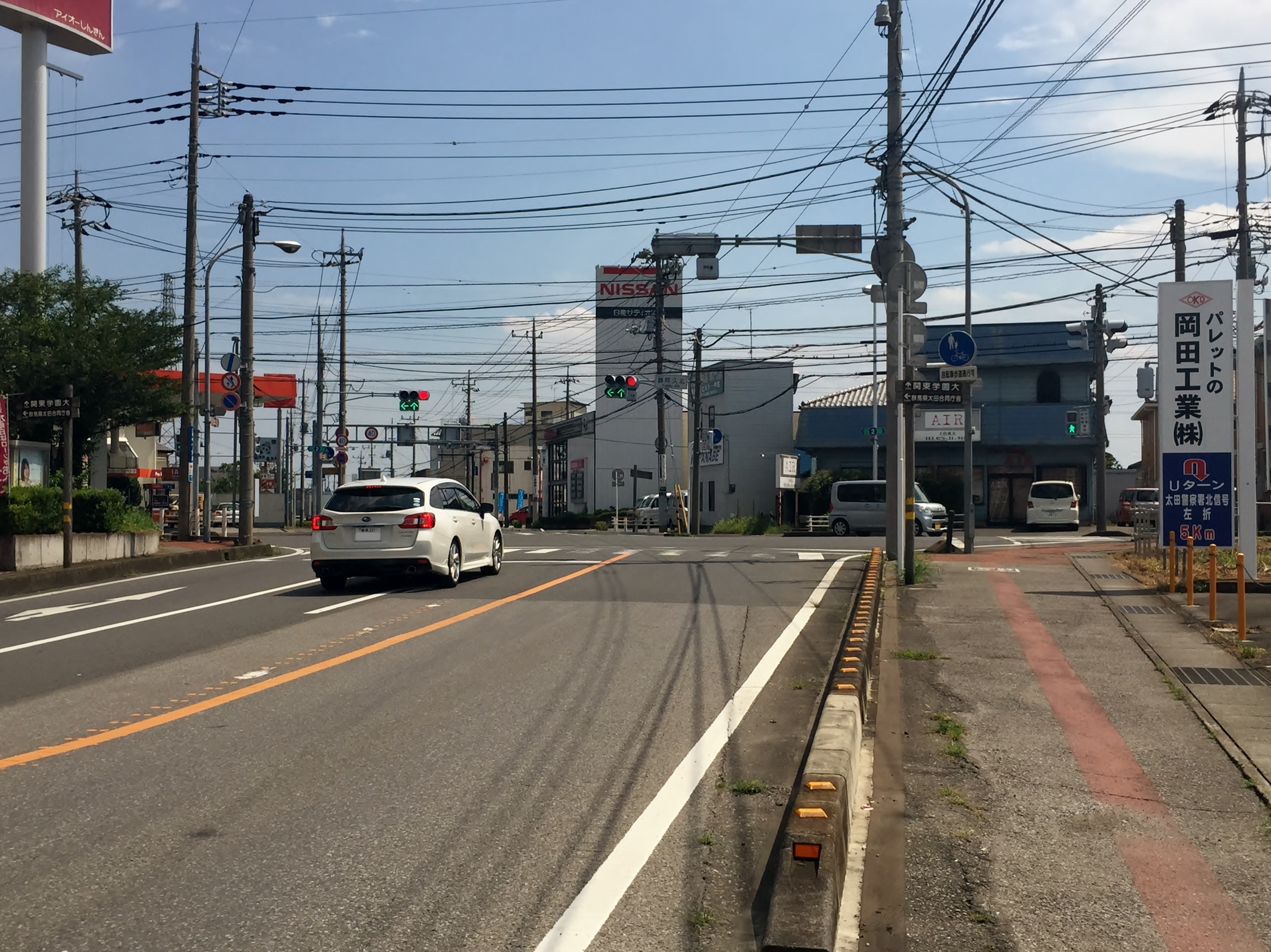
藤阿久北交差点（2015年7月）
竜舞方面を望む。

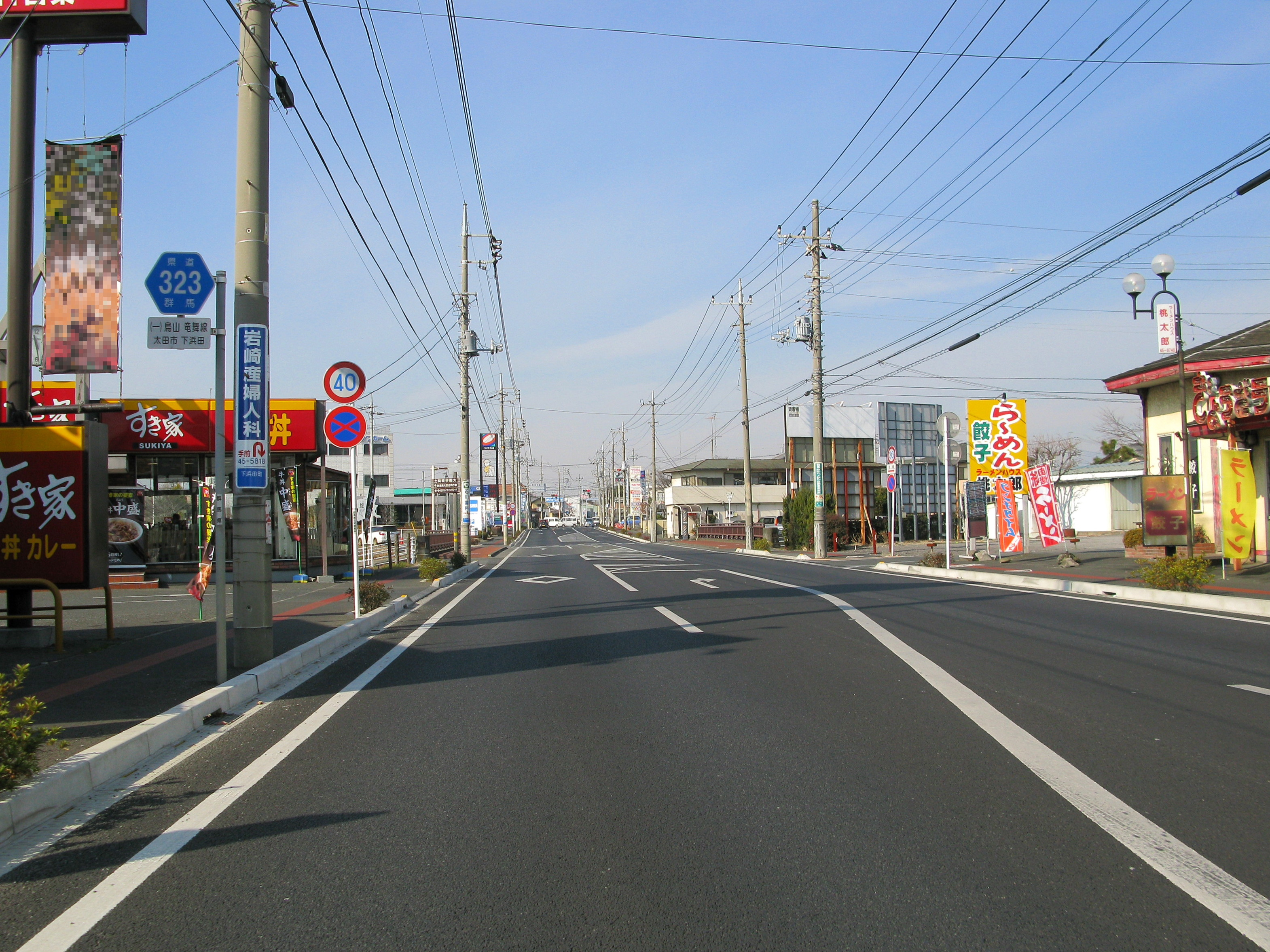
太田市下浜田地区（2012年1月）

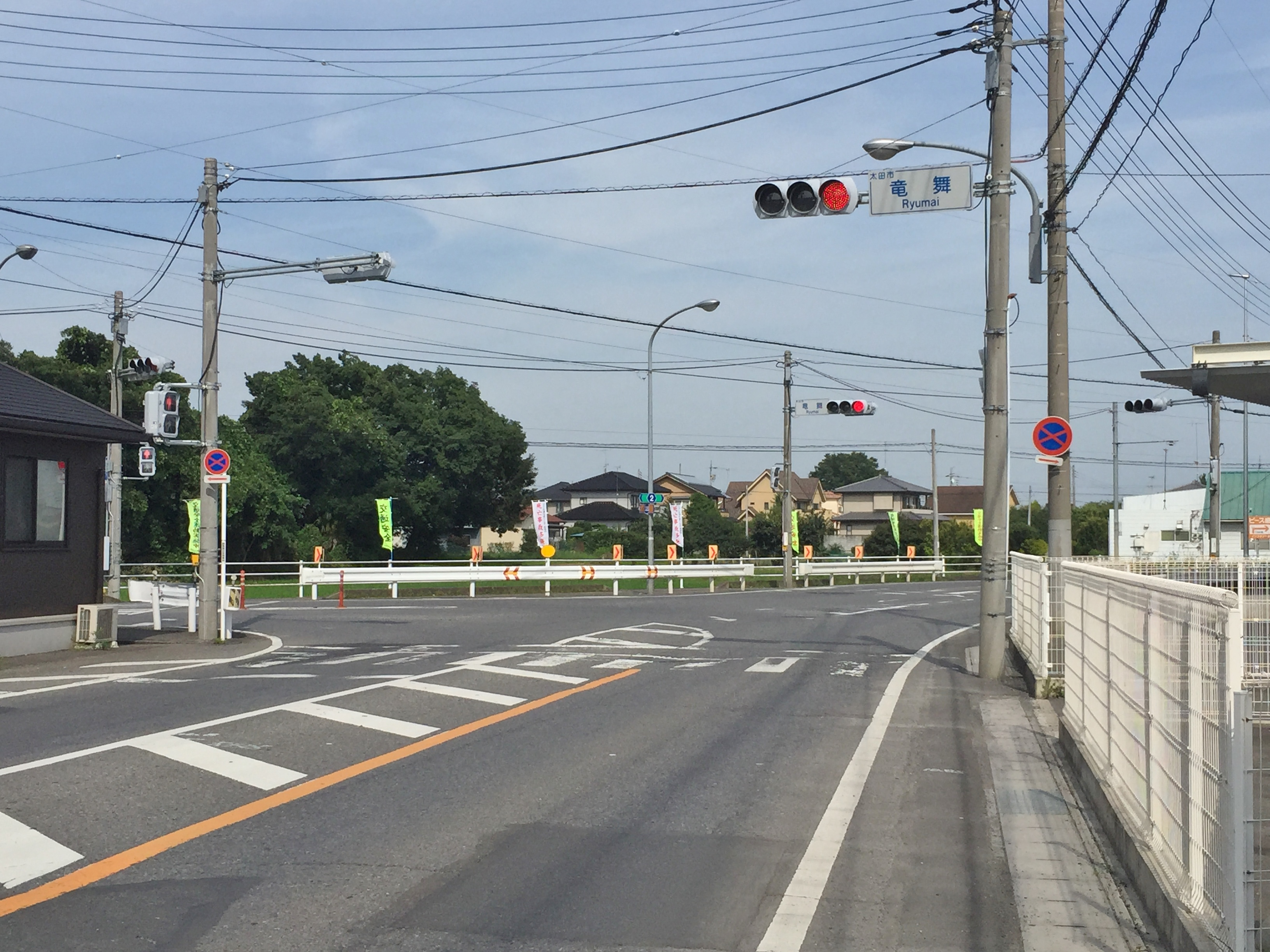
竜舞交差点（終点、2015年7月）
↙方向が県道323号、←↗が県道2号である。

群馬県道323号鳥山竜舞線（ぐんまけんどう323ごう とりやまりゅうまいせん）は、群馬県太田市を通過する一般県道である。

## 概要
本路線は太田市の鳥山下町と龍舞町を結び、藤阿久北交差点や飯塚町交差点を経由しながら緩やかなL字型を形成している。国道407号とは飯塚町交差点で交差、群馬県道2号前橋館林線とは藤阿久北交差点と終点（竜舞交差点）の2ヶ所で交差する。

### 路線データ
- 起点 : 群馬県太田市鳥山下町（鳥山交差点＝群馬県道78号太田大間々線交点）
- 終点 : 群馬県太田市龍舞町（竜舞交差点[1]＝群馬県道2号前橋館林線交点）

## 路線状況
起点 - 太田警察署北交差点の区間はセンターラインのない1.5車線であり、群馬県道78号太田大間々線と重複している。太田警察署北交差点 - 終点の区間はセンターラインがあり、2車線以上の車幅が確保されている。ラッシュ時には至る所で混雑が発生する。

### 通称
- 太田バイパス

### 重複区間
- 群馬県道78号太田大間々線（現道）（起点 - 鳥山下町・太田警察署北交差点）

## 地理

### 通過する自治体
- 群馬県
  - 太田市

### 交差する道路
- 群馬県道78号太田大間々線（現道）、群馬県道78号太田大間々線（新道）（鳥山下町・太田警察署北交差点）※県道78号（現道）は起点からここまで重複
- 群馬県道2号前橋館林線（藤阿久町・藤阿久北交差点）、竜舞方面からは藤阿久北交差点での右折は不可能である。
- 群馬県道312号太田境東線（藤阿久町・藤阿久交差点）
- 群馬県道301号妻沼小島太田線（下浜田町/浜町・下浜田交差点）
- 国道407号（飯塚町/飯田町・飯塚町交差点）
- 群馬県道313号太田大泉線（小舞木町・小舞木町交差点）

### 交差する河川
- 蛇川（六反田橋、新野町/藤阿久町）
- 蛇川（宝田橋、藤阿久町 - 下浜田町/浜町）
- 八瀬川（新盛橋、新井町 - 飯塚町/飯田町）
- 休泊川（榎戸橋、内ケ島町）

### 交差する鉄道
- 東武伊勢崎線（藤阿久跨線橋、藤阿久町）
- 東武小泉線（龍舞町）※踏切による平面交差

### 沿線
- 三枚橋駅（東武桐生線）（鳥山下町）
- 太田警察署（鳥山下町）
- 太田市消防本部（鳥山下町）
- 太田市立城西小学校（鳥山下町）
- 太田市立城西中学校（新野町）
- 太田地区総合地方卸売市場（新野町）
- 太田自動車教習所（由良町）
- 太田市立宝泉東小学校（藤久良町）
- 市営新井団地（新井町）
- 太田市立九合小学校（飯塚町）